# Mikołaj (Jokanović)
Mikołaj, imię świeckie Aleksa Jokanović (ur. 17 marca 1874 w m. Šobadine, zm. 26 marca 1943 w Sokobanji) – serbski biskup prawosławny.

## Życiorys
Absolwent seminarium duchownego w Reljevie oraz Wydziału Teologicznego Uniwersytetu w Czerniowcach. W 1901 został wyświęcony na diakona, a następnie na kapłana. W kolejnych latach był wykładowcą seminarium przy monasterze Gomionica, przełożonym tejże wspólnoty oraz radcą konsystorza eparchii banja-luckiej.
22 czerwca 1938 został wybrany na biskupa budimskiego, wikariusza metropolii Czarnogóry i Przymorza. Siedem dni później w monasterze Narodzenia Matki Bożej w Cetyni odbyła się jego chirotonia biskupia.
W 1939 został ordynariuszem eparchii zahumsko-hercegowińskiej. Po powstaniu Niezależnego Państwa Chorwackiego, prowadzącego antyserbską i antyprawosławną politykę, został zmuszony do porzucenia katedry i wyjazdu do marionetkowego państwa serbskiego. Ostatnie lata życia spędził w Sokobanji, tam zmarł i został pochowany w pobliżu parafialnej cerkwi. Po zakończeniu II wojny światowej jego szczątki ekshumowano i przeniesiono do Banja Luki.